# Valérien Bélanger
Valérien Bélanger (* 6. April 1902 in Les Cèdres, Québec; † 14. April 1983 in Montreal) war ein kanadischer römisch-katholischer Geistlicher und Weihbischof in Montréal.

## Leben
Valérien Bélanger empfing am 29. Mai 1926 durch den Bischof von Valleyfield, Felix-Raymond-Marie Rouleau OP, das Sakrament der Priesterweihe für das Bistum Valleyfield.
Am 16. März 1956 ernannte ihn Papst Pius XII. zum Titularbischof von Cyrene und zum Weihbischof in Montréal. Der Erzbischof von Montréal, Paul-Émile Kardinal Léger PSS, spendete ihm am 11. Mai desselben Jahres in Salaberry-de-Valleyfield die Bischofsweihe; Mitkonsekratoren waren der Koadjutorbischof von Valleyfield, Percival Caza, und der Weihbischof in Montréal, Laurent Morin.
Valérien Bélanger nahm an allen vier Sitzungsperioden des Zweiten Vatikanischen Konzils teil.
Bélanger starb im April 1983 im Alter von 81 Jahren im Hôtel-Dieu de Montréal und wurde in der Kathedrale Marie-Reine-du-Monde de Montréal beigesetzt.